# اوراکیو پودستا
اوراکیو پودستا (اسپانیایی: Horacio Podestá‎؛ ۲۶ ژوئیهٔ ۱۹۱۱ – ۱۵ ژوئیهٔ ۱۹۹۹) قایقران روئینگ اهل آرژانتین بود.